# Zone libre

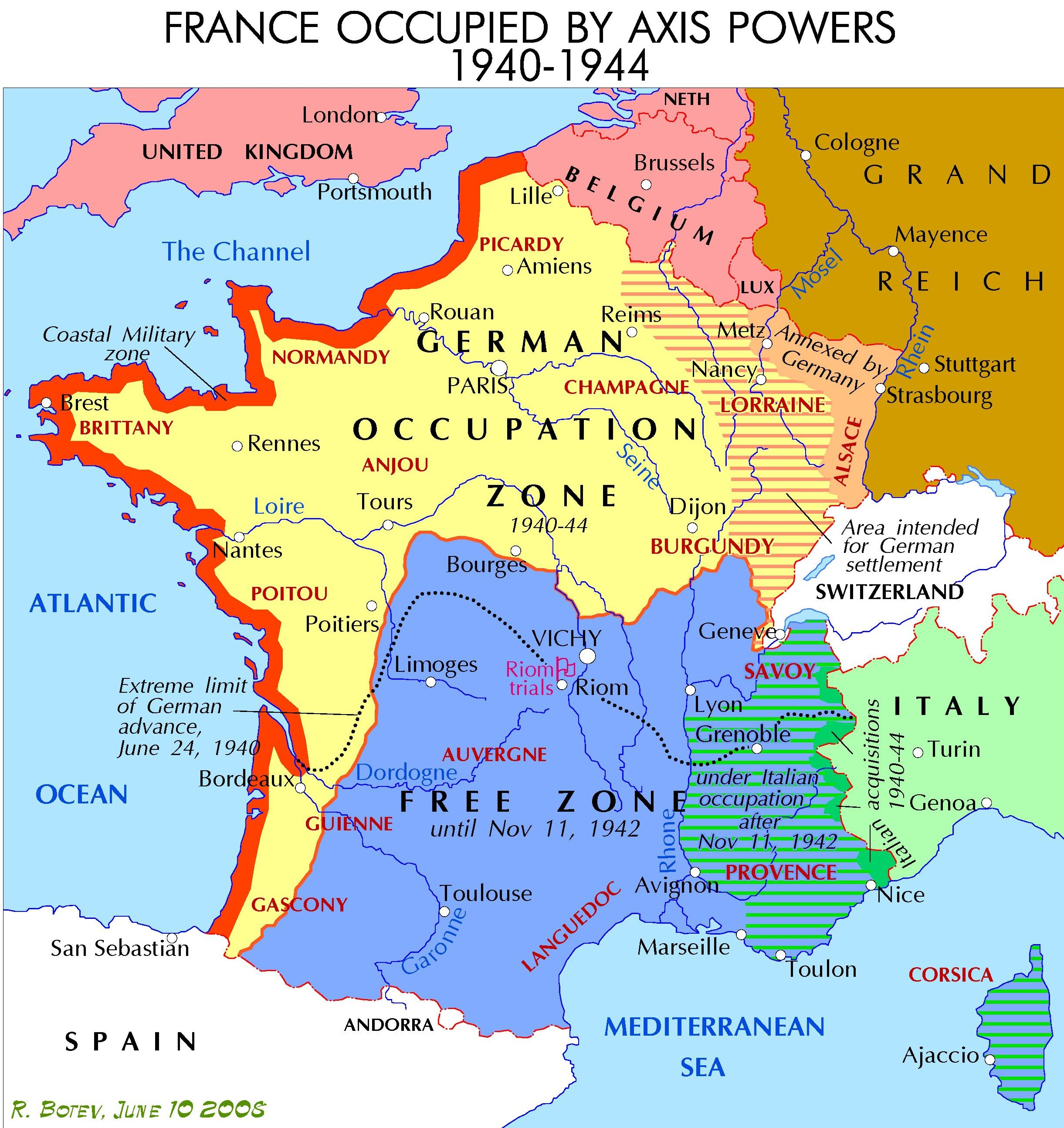
França ocupada durante a Segunda Guerra Mundial, mostrando as zonas de ocupação alemã e italiana, a zone occupée, a Zone libre, a Administração Militar na Bélgica e no Norte da França, a Alsácia-Lorena anexada e a Zone interdite

A Zone libre (pronúncia em francês: [zon libʁ]; "Zona livre") foi uma partição do território metropolitano francês durante a Segunda Guerra Mundial, estabelecida no Segundo Armistício em Compiègne em 22 de junho de 1940. Ficava ao sul da linha de demarcação e era administrado pelo governo francês do marechal Philippe Pétain, localizado em Vichy, de forma relativamente irrestrita. Ao norte ficava a zone occupée ("zona ocupada") na qual os poderes da França de Vichy eram severamente limitados.
Em novembro de 1942, a Zone libre foi invadida pelos exércitos alemão e italiano em Case Anton, como resposta à Operação Tocha, os desembarques Aliados no Norte de África. A partir de então, a zone libre e a zone occupée foram renomeadas como zone sud (zona sul) e zone nord (zona norte), respectivamente. A partir de então, ambos ficaram sob administração militar alemã.

## Origens dazone libre
Em 22 de junho de 1940, após a Batalha da França, o marechal Wilhelm Keitel, representando a Alemanha Nazista, e o general Charles Huntziger, representando o governo de Pétain, assinaram um armistício na clareira de Rethondes, na floresta de Compiègne, que estipulava em seu segundo artigo:
Com vista a salvaguardar os interesses do Reich alemão, o território francês situado a norte e a oeste da linha traçada no mapa aqui anexo será ocupado por tropas alemãs.
A linha que separa o território francês em duas zonas foi definida num mapa anexado ao tratado:
[...] começa, a leste, na fronteira franco-suíça, perto de Genebra, e passa pelas localidades de Dole, Paray-le-Monial e Bourges até cerca de vinte quilômetros a leste de Tours. A partir daí, passa vinte quilómetros a leste da linha ferroviária Tours-Angoulême-Libourne, depois por Mont-de-Marsan e Orthez, até à fronteira espanhola.

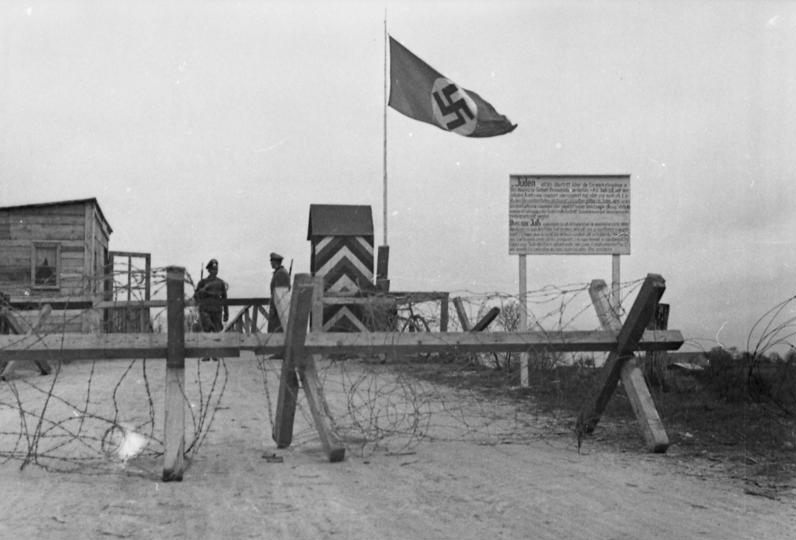
Um posto alemão na linha de demarcação entre as zonas ocupadas e francas perto de Tours em 1941

Esta linha de separação entrou em vigor em 25 de junho de 1940.  Posteriormente, foi referida como ligne de démarcation.  

A soberania francesa persistiu em todo o território, incluindo a zone occupée, Alsácia e Mosela, mas os termos do armistício no seu terceiro artigo estipulavam que a Alemanha exerceria os direitos de uma potência ocupante na zone occupée. 
Nas partes ocupadas da França, o Reich Alemão exercerá todos os direitos de uma potência ocupante. O governo francês compromete-se a facilitar por todos os meios a regulamentação relativa ao exercício destes direitos e a implementá-los com a cooperação da administração francesa. O governo francês convidará imediatamente todas as autoridades e serviços administrativos nos territórios ocupados a conformarem-se com a regulamentação das autoridades militares alemãs e a trabalharem com estas de forma adequada.
Quando os Aliados invadiram o Norte de África em 8 de Novembro de 1942, os alemães e italianos ocuparam imediatamente a restante parte livre de França. Depois de ser renomeada como zone sud ("zona sul"), foi posteriormente governada pela Wehrmacht como parte da França ocupada.
A libertação da França começou em 6 de junho de 1944 com o desembarque das forças aliadas no Dia D, a Batalha da Normandia e o desembarque dos Aliados na Provença em 15 de agosto. A maior parte da França foi libertada em setembro de 1944.

### Extensão dazonelibre
A zone libre constituía uma área de 246,618km2, aproximadamente 45% da França, e incluía aproximadamente 33% do total da força de trabalho francesa. A ligne de démarcation passou por 13 dos 90 departamentos:  
- Basses-Pyrénées (Pirenéus Atlânticos desde 1969)
- Landes
- Gironde
- Dordogne
- Charente
- Vienne
- Indre-et-Loire
- Loir-et-Cher
- Cher
- Allier
- Saône-et-Loire
- Jura
- Ain

Dos outros 77 departamentos, 42 estavam inteiramente dentro da zona livre e 35 estavam inteiramente dentro da zone occupée.

## Teorias sobre a separação das zonas
Para o historiador Éric Alary,  a divisão da França em duas zonas principais, livre e ocupada, foi parcialmente inspirada na fantasia de escritores pan-germanistas, particularmente numa obra de um certo Adolf Sommerfeld, publicada em 1912 e traduzida para o francês sob o título Le Partage de la France, que continha um mapa  mostrando uma França dividida entre a Alemanha e a Itália de acordo com uma linha que correspondia parcialmente à de 1940.

 Henri Espieux sugere: "Durante a ocupação, os Franciens foram separados dos Occitanos pela infame" linha de demarcação ". Durante muito tempo, pensamos que o formato desta linha foi sugerido a Hitler pelos especialistas em língua românica de sua comitiva. Agora acreditamos que esta fronteira foi imposta à potência ocupante por realidades geopolíticas bem conhecidas."

## Judeus na zona livre
Os judeus na zone libre foram directamente alvo da legislação anti-semita do governo de Vichy. Embora a zona franca não estivesse sob controlo direto nazista entre 1940 e 1942, muitas das leis adoptadas nestes anos refletiam as políticas da Alemanha nazi e da França ocupada pelos alemães, apesar da sua origem completamente francesa. 
A legislação antijudaica de Vichy foi elaborada e aplicada pelo governo de Vichy, que tinha controle administrativo e militar na zone libre, em oposição à zona ocupada onde a Alemanha era uma força militar de ocupação. A Lei sobre o estatuto dos judeus foi assinada por Pétain em 3 de outubro de 1940, três meses após a formação da zona livre. Estas leis proibiam os judeus de muitos aspectos da vida quotidiana, incluindo o trabalho e a naturalização como cidadãos franceses. Três quartos dos judeus em França que perderam os seus empregos devido a este estatuto eram da zone libre. A nova classificação dos Judeus como estrangeiros fez com que corressem maior risco de serem punidos severamente como “estrangeiros” em vez de cidadãos. A prisão domiciliária ou ser preso e colocado num dos campos de internamento em França era um destino comum. A violação de qualquer lei francesa ou estatuto antijudaico poderia levar à sua expulsão se fosse acusada por um vizinho ou oficial. Os judeus continuaram a ser privados dos seus direitos e expulsos da sociedade francesa durante os dois anos de existência da zone libre. 
A justificação oficial para as leis variou ligeiramente, mas manteve-se com o anti-semitismo de cima para baixo característico do governo de Vichy nessa altura. A Comissão Geral para os Assuntos Judaicos declarou claramente que estas leis eram justificadas na sua humilhação moral dos judeus e eram completamente de origem francesa. A narrativa de que os judeus na França eram parasitas foi promovida pela França de Vichy em declarações oficiais, mas foi relativamente moderada até os últimos seis meses da zone libre quando o antissemitismo absoluto se tornou um aspecto fundamental da política de Vichy. 

## Zona livre e Itália
Em 24 de junho de 1940, dois dias após o armistício com a Alemanha, o governo de Vichy assinou um armistício com os italianos na villa Incisa em Olgiata, perto de Roma, instituindo uma zona de ocupação italiana.  A zona de ocupação italiana dizia respeito a certas áreas fronteiriças conquistadas pelas tropas italianas, incluindo Menton. Esta zona era de importância limitada, abrangendo 800 quilômetro quadrados (310 sq mi) e 28.000 habitantes.  Quatro departamentos foram parcialmente cobertos pela ocupação italiana: Alpes-Maritimes, Basses-Alpes (Alpes da Alta Provença desde 1970), Hautes-Alpes e Savoie. 
Além disso, foi estabelecida uma zona desmilitarizada contendo todo o território francês num raio de 50km da zona de ocupação italiana. O departamento da Córsega (dividido em dois departamentos desde 1976) não foi ocupado nem desmilitarizado por qualquer disposição do armistício (embora tenha sido ocupado pela Itália após o Caso Anton).

## Fim da zona livre
Em 8 de novembro de 1942, as forças aliadas invadiram o Norte da África Francesa (Operação Tocha). As forças alemãs e italianas responderam em 11 de novembro de 1942 invadindo a zona livre no Caso Anton (com base num plano anterior denominado Operação Átila, que não incluía quaisquer forças italianas).  A zona livre tornou-se zona sud (zona sul) a partir de novembro de 1942; as potências invasoras repartiram o seu território entre si, passando uma região que cobria praticamente toda a área a leste do Ródano para os italianos.   Depois que a capitulação da Itália em Cassibile se tornou de conhecimento público em 8 de setembro de 1943, os exércitos italianos recuaram e os alemães uniram a zona sul sob seu controle exclusivo. A administração militar alemã na França governou tanto a zone sud e a zone nord; o regime de Vichy permaneceu nominalmente no comando, tal como aconteceu na zone occupée.

## Outros nomes
Até novembro de 1942, os alemães chamavam a zona livre de "Unbesetztes Gebiet" ou zona desocupada. A zona libre também foi apelidada de zona nono pelos franceses, abreviada de non occupée (desocupada).  A zona ocupada tornou-se, portanto, a zona jaja (zona sim-sim). A zona libre também foi chamada de royaume du maréchal (reino do marechal Philippe Pétain) pelo autor francês Jacques Delperrié de Bayac. 